# Земляний Яр (річка)
Земляний Яр — річка в Україні, у Вовчанському районі Харківської області. Права притока Пільної (басейн Дону).

## Опис
Довжина річки приблизно 6,28 км, найкоротша відстань між витоком і гирлом — 4,99  км, коефіцієнт звивистості річки — 1,26 .

## Розташування
Бере початок на південно-західній стороні від села Земляний Яр. Спочатку тече переважно на південний захід через Шестерівку, потім — на південь та південний схід через Лосівку. У селі Сосновий Бір впадає у річку Пільну, ліву притоку Сіверського Дінця.
Річка частково протікає балкою Земляний Яр. У селі Лосівка біля річки за 915 м пролягає автошлях Т 2104.